# Martino Bovollino
Martino Bovollino (* um 1470, 1497 erstmals erwähnt; † 13. März 1531 in Cantù), aus Mesocco, war ein Schweizer Dichter, Notar und Staatsmann.

## Biografie
Martino war Sohn des Notars Guglielmo. Der humanistisch gebildete Martino, auch unter den Namen Bavolin und Bonalin bekannt, war von 1497 bis 1531 Notar in Mesocco, Dichter und Staatsmann. Sein literarisches Werk besteht aus Gedichten, die in der Volkssprache geschrieben sind und an verschiedenen Stellen Latinismen enthalten. Im Jahr 1519 wurden in Mailand acht Sonette von Gottardo da Ponte veröffentlicht: Es handelt sich um Lieder zu Ehren des 1518 verstorbenen Gian Giacomo Trivulzio. Das dritte Sonett verherrlicht die Herrschaft der Familie Trivulzio über den Rheinwald, von wo aus der Rhein den Ruhm des Marschalls bis zum Ozean trägt; das fünfte feiert den Castello di Mesocco.
Die Gedichte von Martino, dem ersten italienischsprachigen Dichter Graubündens, ähneln in Form und Stil den ladinischen Versen seines Freundes Johann Travers aus Zuoz, der 1527 ein episches Gedicht über den ersten Musso-Krieg verfasste. Von Sondrio aus widmete Bovollino 1527 Travers ein lateinischsprachiges Carmen. Er korrespondierte auch mit Erasmus von Rotterdam und dem Venezianer Pietro Bembo. Sein Sohn Lazarus war ein Schüler von Glarean.
Martino war einer der ersten offiziellen Gesandten der Drei Bünde in Venedig von 1523 bis 1524. Dank seiner Weisheit und Entschlossenheit verzichtete die Republik auf die Stationierung von Truppen in der Adda-Region und bestätigte ihre alte Freundschaft mit den Drei Bünden. Von 1527 bis 1529 war er Vikar des Veltlin in Sondrio, dann war er 1529 Delegierter der Drei Bünde beim Papst Clemens VII. und wurde 1530 ein zweites Mal nach Venedig gesandt, wo er diplomatische Hilfe zur Beendigung des zweiten Musso-Krieges erhielt. Während einer ähnlichen Mission in Mailand wurde er in der Nähe von Cantù von den Schergen des Kastellans von Musso, Gian Giacomo Medici, ermordet.